# 의원군 이혁 일가 묘 출토유물
의원군 이혁 일가 묘 출토유물은 대한민국 경기도 용인시 기흥구, 경기도박물관에 있는 조선시대의 유물이다. 2013년 8월 22일 대한민국 국가민속문화재 제276호로 지정되었다.
피장자와 그 생몰연대가 확실한 왕실종친(17~19세기 인평대군파 종친인 의원군 이혁 일가)의 남녀복식 등이 거의 완전한 상태로 수습되어 왕실복식 및 장례문화 연구자료 등으로 중요한 가치가 있다.

## 참고 자료
- 의원군 이혁 일가 묘 출토유물 - 국가유산청 국가유산포털